# کنفدراسیون دموکراتیک فرانسوی کار
کنفدراسیون دموکراتیک فرانسوی کار (به فرانسوی: Confédération française démocratique du travail؛ به اختصار CFDT س. اف.د. ت) یک مرکز ملی سندیکایی در فرانسه است که از سال ۲۰۱۲ لوران برژی آن را رهبری می‌کند. س.اف.د. ت بر اساس تعداد اعضا (۸۷۵٬۰۰۰) بزرگ‌ترین کنفدراسیون سندیکایی فرانسه است؛ اما در نتایج رأی‌گیری تعداد افراد نمایندگی‌شده، پس از کنفدراسیون عمومی کار ذکر می‌شود.